# Деметриус (пьеса)
«Деметриус» (нем. Demetrius) — историческая драма немецкого писателя Фридриха Шиллера на тему из русской истории, оставшаяся неоконченной из-за его смерти в 1805 году. Была впервые поставлена на сцене в 1857 году.

## Сюжет
Действие пьесы происходит в России и Речи Посполитой в начале XVII века. Заглавный герой — это Лжедмитрий I, который считает себя сыном Ивана Грозного и решает захватить царский престол при поддержке поляков. В написанных сценах он объявляет польскому сейму о своих притязаниях; появляются его возлюбленная Марина Мнишек и предполагаемая мать инокиня Марфа. Дальнейший ход действия остался в набросках. Узурпатор московского престола Борис Годунов совершает самоубийство, Деметриус занимает престол и становится хорошим правителем, но вскоре узнаёт, что он — не царский сын, а всего лишь орудие в руках врагов Бориса. Марфа отказывается признать его, власть царя вырождается в тиранию, и Деметриус погибает.
В основе пьесы лежит проблема ответственности человека, наделённого властью.

## Судьба пьесы
Шиллер начал работать над «Деметриусом» в 1804 году, но пьеса осталась незаконченной из-за смерти писателя; в последний раз Шиллер обращался к тексту 2 мая 1805 года, за неделю до кончины. Гёте в память о друге хотел дописать драму, но вскоре оставил этот замысел. Позже этот сюжет и шиллеровские идеи использовали другие немецкие драматурги — Фридрих Геббель, Франц фон Мальтиц, Густав Кюне, Отто Фридрих Группе, Генрих Лаубе, Генрих фон Циммерманн, Отто Сиверс, Франц Кайбель и другие. Премьера пьесы состоялась 15 сентября 1857 года в Веймаре.